# T Microscopii
T Microscopii är en halvregelbunden variabel av SRB-typ i stjärnbilden Mikroskopet.
Stjärnan varierar mellan visuell magnitud +6,74 och 8,11 med en period av 352 dygn.